# Pseudoamblyteles homocerus
Pseudoamblyteles homocerus är en stekelart som först beskrevs av Wesmael 1854.  Pseudoamblyteles homocerus ingår i släktet Pseudoamblyteles och familjen brokparasitsteklar.

## Underarter
Arten delas in i följande underarter:
- P. h. karafutonus
- P. h. bequaerti
- P. h. noskiewiczi